# Siwy Dym
Siwy Dym – zespół muzyczny założony w roku 2000, wykonujący muzykę folk z elementami nowocześniejszych gatunków muzycznych. Liderem grupy jest grający na skrzypcach oraz dudach podhalańskich wokalista Piotr Majerczyk. Pierwsza płyta, wydana w roku 2001 pod tytułem Dwa światy, nominowana była w tymże roku do nagrody Fryderyka w kategorii Album Roku - Etno / Folk. Druga płyta Elvis z Poronina (wydana w roku 2005) zawierała materiał z debiutanckiego albumu, poszerzony o cztery nowe utwory.

## Dyskografia
- 2001 - Dwa światy (Pomaton EMI)
- 2005 - Elvis z Poronina (TERCET)